# Ernest Windholz

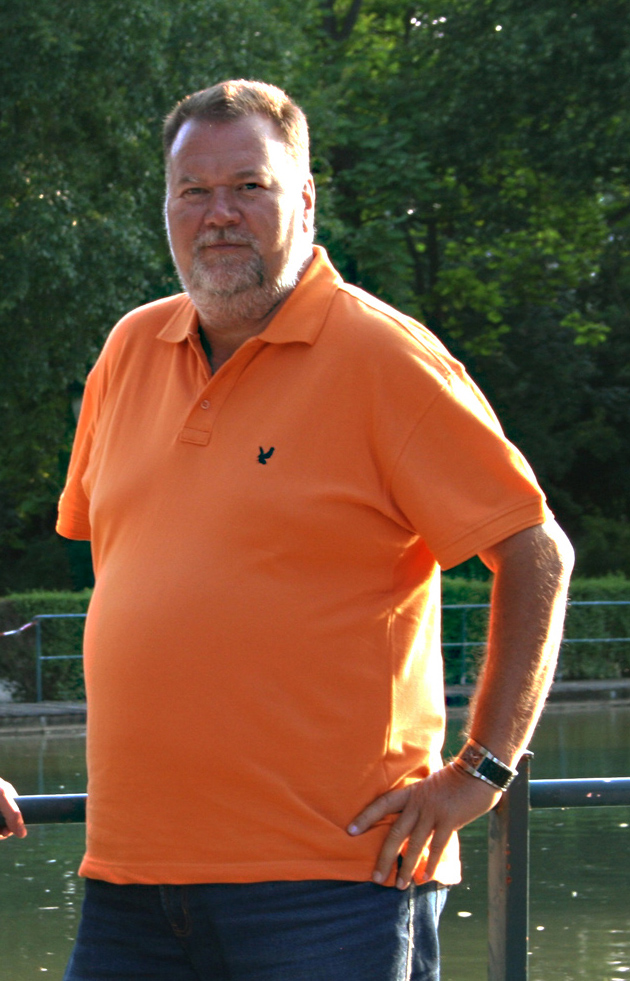

Ernest Windholz (* 4. Juni 1960 in Hainburg an der Donau) ist ein österreichischer Politiker (FPÖ/BZÖ), ehemaliger Abgeordneter zum Österreichischen Nationalrat, ehemaliger Bundesrat und ehemaliger Bürgermeister von Bad Deutsch-Altenburg.

## Leben
Windholz besuchte von 1966 bis 1970 die Volksschule in Bad Deutsch-Altenburg und von 1970 bis 1974 die Hauptschule in Hainburg. Danach wechselte er an den Polytechnischen Lehrgang Bruck an der Leitha und besuchte zwischen 1974 und 1975 die Büroschule in Bruck an der Leitha. Von 1979 bis 1980 leistete Windholz seinen Präsenzdienst ab.
Windholz arbeitete zwischen 1976 und 1980 als Angestellter und ist seit 1981 Zollwachbeamter. 1997 wurde er zum Bezirksinspektor befördert.
Windholz ist seit 1980 verheiratet und Vater dreier Kinder.

## Politik
Ernest Windholz wurde 1992 zum Ortsgruppenobmann der FPÖ gewählt und ist seit 1995 Geschäftsführendes Mitglied des Gemeinderates von Bad Deutsch-Altenburg. Er ist seit 2005 Klubsprecher der Liste Team Ernest Windholz – Parteifreie und Freiheitliche. Sein Ressort umfasst Güterwege und Flurschutz. Er ist zudem seit 1991 Personalvertreter der Wählergruppe AUF und seit 1995 AUF-Personalvertreter im Zentralausschuss-Zollwache beim Bundesministerium für Finanzen.
Windholz vertrat die FPÖ und das Land Niederösterreich von 16. April 1998 bis 28. Oktober 1999 im Bundesrat und von 29. Oktober 1999 bis 27. Juni 2000 im Nationalrat. Danach wechselte er in den Niederösterreichischen Landtag, in dem er die FPÖ vom Jahr 2000 bis 2001 vertrat. Zwischen 2001 und 2003 gehörte er als Landesrat der Niederösterreichischen Landesregierung an.
Innerparteilich war Windholz ab 1993 Bezirksparteiobmann-Stellvertreter der FPÖ Bruck an der Leitha und von 1999 bis 2000 geschäftsführender Landesparteiobmann der FPÖ Niederösterreich. Zwischen 2000 und 2003 fungierte er zudem als Landesparteiobmann der FPÖ Niederösterreich.
Im August 2008 trat Windholz aus der FPÖ aus und kandidierte bei der Nationalratswahl 2008 als parteifreier Kandidat an der Spitze der BZÖ-Landesliste in Niederösterreich. Von Oktober 2008 bis Oktober 2013 war er Nationalratsabgeordneter im Parlamentsklub des BZÖ.
Windholz war von 2010 bis 2013 Bürgermeister in Bad Deutsch-Altenburg.

## Kritik
Der breiten Öffentlichkeit wurde Windholz bekannt, als er auf dem Parteitag der FPÖ-Niederösterreich in Wieselburg im Jahr 2000 bei einer Ehrung langjähriger FPÖ-Mitglieder die SS-Parole „Unsere Ehre heißt Treue“ einsetzte. Windholz rechtfertigte sich in der Folge, dass ihm die Parole in diesem Zusammenhang nicht bekannt sei. Im Jahr 2005 wurde Windholz wegen Körperverletzung zu einer Geldstrafe verurteilt. Er hatte einen Kritiker nach einer FPÖ-Kundgebung mit Schlägen ins Gesicht verletzt.

## Auszeichnungen
- 1996: Silberne Medaille für Verdienste um die Republik Österreich
- 2014: Großes Goldenes Ehrenzeichen für Verdienste um die Republik Österreich[5]